# Ekwan River
Ekwan River är ett vattendrag i Kanada.   Det ligger i provinsen Ontario, i den östra delen av landet, 1 000 km nordväst om huvudstaden Ottawa.